# 广宗站
广宗站，位于中华人民共和国河北省邢台市广宗县，是邯黄铁路上的火车站，建于2013年，目前只办理货运业务，预留客运业务发展空间，由北京局集团管辖。目前已经废弃。

## 歷史
- 建于2013年。

## 車站周邊
- 广宗县国土资源局
- 广宗县实验小学
- 广宗县商务粮食局
- 中国邮政储蓄银行广宗支行
- 中国农业银行广宗支行
- 广宗县水务局

## 外部連結
- 中国铁路客户服务中心 （页面存档备份，存于）